# جوناتاس سانتوس
جوناتاس سانتوس (مواليد 16 ديسمبر 2001) هو لاعب كرة قدم برازيلي إماراتي، يجيد اللعب كلاعب وسط ، ويلعب حاليًا مع نادي الوصل معار من نادي العين الإماراتي. 
لعب في بداياته في نادي فلومينينسي و وقع مع نادي العين الإماراتي مطلع عام 2020 و أعير إلى نادي حتا في مطلع عام 2020 و أعير إلى نادي الوصل في صيف عام 2024 وحصل على الجنسية الإماراتية في صيف 2024.

## روابط خارجية
- جوناثان سانتوس على موقع قاعدة بيانات كرة القدم.إي يو (الإنجليزية)
- جوناثان سانتوس على موقع Soccerway.com (الإنجليزية)